# Часе, вперед!
«Часе, вперед!» (рос. Время, вперёд!) — радянська двосерійна виробнича драма 1965 року, екранізація однойменного роману Валентина Катаєва. 

## Сюжет
Травень 1930 року. Історична хроніка перших п'ятирічок плавно переходить у сюжет фільму. Один день на будівництві Магнітогорського металургійного комбінату.
Уранці з плаката-блискавки Шури Солдатової будівельники дізнаються про те, що трудівники Харкова встановили рекорд за кількістю замісів бетону за зміну. Дві бригади бетонників під керівництвом Іщенка та Ханумова рвуться в бій, щоб цей рекорд побити. Керівник 6-ї ділянки Маргулієс в складному становищі: налаштовувати підлеглих на трудові досягнення йому не потрібно, навпаки, необхідно стримати зайвий запал. Керівництво будівництва в особі Налбандова не заохочує гонитву за рекордами, вважаючи, що на чільне місце слід ставити ретельне планування і якість. Інша невелика сюжетна лінія пов'язана зі столичним письменником Огнієвим, які приїхав на всесоюзне будівництво за новими сюжетами. Отримавши з Москви розрахунки і зваживши всі можливості, Маргулієс дає Іщенку добро на рекорд.
Починається зміна, і бетонники готові зробити трудовий подвиг. Паралельно показані особисті проблеми героїв картини. Не витримавши суворих умов уральського будівництва, від виконроба Корнєєва йде дружина. А дружина бригадира Іщенка саме в цей день народжує, і йому доводиться терміново везти її до пологового будинку. Двоє членів його бригади Саєнко та Загіров — дармоїди, які розкладають інших робітників, і їх з ганьбою виганяють з колективу. Починається проливний дощ, що переходить в бурю. Несподівано закінчується цемент, і для продовження зміни Корнєєву доводиться всіма правдами і неправдами діставати його зі складу. Коли робітники перевищують показник харків'ян у 306 замісів, приходить неприємна новина: колеги з «Кузнецькбуду» побили рекорд і довели його до недосяжних, здавалося б, 402 замісів.
Зміна вже під кінець, але робочі несамовито продовжують бій за високий показник. Остання перешкода на шляху до рекорду — член аварійного штабу Семечкін, який вирішив у найвідповідальніший момент поставити на водопровід лічильник, що позбавило бетонників води. Маргулієс за допомогою стрільців воєнізованої охорони заарештовує перестрахувальника. Бригадир суперників Ханумов, що спостерігає за тим, що відбувається з боку, не витримує і допомагає Іщенку частково автоматизувати процес. У результаті до закінчення зміни бригада урочисто рапортує про «світовий рекорд» у 415 замісів. Перед завершенням вахти з'являється контрольна комісія, яка бере проби бетону, а очолює її Налбандов, який дає зрозуміти Маргулієсу, що це ще не кінець. Настає ніч. Давид Маргулієс все ще на ногах, він не відпочивав і нічого не їв. Він проводжає Шуру Солдатову. Як виявляється, їх пов'язують любовні відносини. Шура несподівано пропонує Давиду: «Заміж мене візьмеш?» — на що він відповідає: «Чи ти мене візьмеш?»

## У ролях
- Інна Гула — Шура Солдатова
- Тамара Сьоміна — Оля Трегубова
- Сергій Юрський — Давид Маргулієс
- Леонід Куравльов — виконроб Корнєєв
- Раднер Муратов — Загіра
- Юхим Копелян — Налбандов
- Юрій Волинцев — письменник Огнієв
- Олександр Январьов — Костя Іщенко
- Микола Федорцов — Сметана
- Володимир Кашпур — Ханумов
- Станіслав Хитров — Саєнко
- Вадим Зобін — Мося
- Олена Корольова — Феня, дружина Кості Іщенка
- Лариса Кадочникова — Катя, сестра Маргулієса
- Тетяна Лаврова — Клава, дружина Корнєєва
- Ігор Ясулович — Вінкич
- Михайло Кокшенов — міліціонер Канунніков
- Віктор Сергачов — Семечкін
- Бруно Оя — Томас Біксбі
- Віктор Семенов — Сігов
- Олександра Данилова — епізод
- Борис Юрченко — Філонов
- Євген Харитонов — Слободкін
- Віктор Павлов — керівник агітбригади
- Лев Дуров — Кутайсов
- Валентина Ананьїна — член бригади
- Світлана Старикова — Настенька, робоча з бригади бетонників Кості Іщенка

## Знімальна група
- Автор сценарію: Валентин Катаєв, Михайло Швейцер
- Режисер: Михайло Швейцер, Софія Мількіна
- Оператор: Наум Ардашников, Юрій Гантман
- Художники: Абрам Фрейдін, Юрій Ракша
- Композитор: Георгій Свиридов
- Диригент: Емін Хачатурян (Державний симфонічний оркестр кінематографії)